# بخش بریو-لا-گیارد
بخش بریو-لا-گیارد (به فرانسوی: Arrondissement de Brive-la-Gaillarde) یک بخش در فرانسه است که در کورز واقع شده‌است.